# Лёнд (Великопольское воеводство)
Лёнд — село  в Польше, Великопольское воеводство, Слупецкий повят, гмина Лёндек.
Расположена в 12 км южнее города Слупца и 71 км восточнее Познани.
В селе располагается бывший Цистерцианский монастырь, основанный в 1150 году, основные здания которого были построены в 16 и 17 веках.